# Erdmannus Copernicus
Erdmannus Copernicus (także: Erdmann Kopernikus; ur. w Gransee; zm. 25 sierpnia 1573 we Frankfurcie nad Odrą) – niemiecki poeta, muzyk, kompozytor i prawnik, wykładowca uniwersytecki, rektor Uniwersytetu Viadrina we Frankfurcie nad Odrą.

## Życiorys
W latach 1545–1546 studiował filozofię w Wittenberdze, w 1546 przeniósł się do Frankfurtu nad Odrą. Powrócił do Wittenbergi, gdzie kontynuował studia prawnicze.
21 kwietnia 1573 uzyskał promocję na doktora praw, wicerektor a w semestrze letnim rektor Alma Mater Viadrina.

## Dzieła
- Hymni Ambrosii, Sedulii, Propertii et aliorum, quator vocum.